# Championnats de France de natation en petit bassin 2007
Navigation
Édition 2006 Édition 2008
Les Championnats de France de natation 2007 en petit bassin se tiennent du 7 au 9 décembre 2007 à Nîmes.
C'est le nouveau stade nautique Nemausa, situé à proximité du Stade des Costières et inauguré le 19 octobre 2007 par le Premier ministre François Fillon qui est le cadre des 34 épreuves de ces Championnats.
Programmé quelques jours seulement avant l'ouverture des Championnats d'Europe de natation 2007 en petit bassin (du 13 au 16 décembre 2007 à Debrecen  Hongrie), ce rendez-vous annuel de la natation française accueille 350 nageurs (167 dames et 183 messieurs), issus de 109 clubs, dont l'élite de 41 nageurs qui, dès le 11 décembre, rejoindra la Hongrie.

## Calendrier des épreuves
| S | Séries | Mbs | Moins bonnes séries | Ms | Meilleure série | F | Finales |

| Nage libre |     |    |     |    |     |    |
| 50 m       | S   | F  |     |    |     |    |
| 100 m      |     |    |     |    | S   | F  |
| 200 m      |     |    | S   | F  |     |    |
| 400 m      |     |    |     |    | Mbs | Ms |
| 1500 m     | Mbs | Ms |     |    |     |    |
| Dos        |     |    |     |    |     |    |
| 50 m       |     |    |     |    | S   | F  |
| 100 m      |     |    | S   | F  |     |    |
| 200 m      | S   | F  |     |    |     |    |
| Papillon   |     |    |     |    |     |    |
| 50 m       |     |    | S   | F  |     |    |
| 100 m      | S   | F  |     |    |     |    |
| 200 m      |     |    |     |    | S   | F  |
| Brasse     |     |    |     |    |     |    |
| 50 m       |     |    |     |    | S   | F  |
| 100 m      | S   | F  |     |    |     |    |
| 200 m      |     |    | S   | F  |     |    |
| 4 nages    |     |    |     |    |     |    |
| 100 m      | S   | F  |     |    |     |    |
| 200 m      |     |    |     |    | S   | F  |
| 400 m      |     |    | Mbs | Ms |     |    |

| Nage libre |     |    |     |    |     |    |
| 50 m       | S   | F  |     |    |     |    |
| 100 m      |     |    |     |    | S   | F  |
| 200 m      |     |    | S   | F  |     |    |
| 400 m      |     |    |     |    | Mbs | Ms |
| 800 m      | Mbs | Ms |     |    |     |    |
| Dos        |     |    |     |    |     |    |
| 50 m       |     |    |     |    | S   | F  |
| 100 m      |     |    | S   | F  |     |    |
| 200 m      | S   | F  |     |    |     |    |
| Papillon   |     |    |     |    |     |    |
| 50 m       |     |    | S   | F  |     |    |
| 100 m      | S   | F  |     |    |     |    |
| 200 m      |     |    |     |    | S   | F  |
| Brasse     |     |    |     |    |     |    |
| 50 m       |     |    |     |    | S   | F  |
| 100 m      | S   | F  |     |    |     |    |
| 200 m      |     |    | S   | F  |     |    |
| 4 nages    |     |    |     |    |     |    |
| 100 m      | S   | F  |     |    |     |    |
| 200 m      |     |    |     |    | S   | F  |
| 400 m      |     |    | Mbs | Ms |     |    |

## Les performances

### 1rejournée
Dix finales et deux meilleures séries (800 m nage libre dames et 1 500 m nage libre messieurs) sont au programme de cette 1re journée au cours de laquelle six records de France ont été battus avec une parité parfaite entre nageurs et nageuses.
Avec une amélioration de 68/100 de son ancienne marque du 100 m brasse, la trentenaire Anne-Sophie Le Paranthoën réalise un excellent chrono, tout comme Alain Bernard qui signe la 2e meilleure performance mondiale de l'année sur le 50 m nage libre en 21 s 24 et Benjamin Stasiulis qui remporte le 200 m dos dans le temps de niveau international de 1 min 52 s 11.
Mais l'incontestable vedette de la journée est Sophie de Ronchi qui remporte le 100 m 4 nages, domine Laure Manaudou qui termine à la 2e place de l'épreuve et réalise une marque de 1 min 00 s 34, soit la 3e meilleure performance mondiale de l'année.

## Podiums

### Hommes
| Épreuves   | Or                                          | Or                | Argent                                   | Argent         | Bronze                                   | Bronze         |
| ---------- | ------------------------------------------- | ----------------- | ---------------------------------------- | -------------- | ---------------------------------------- | -------------- |
| Nage libre |                                             |                   |                                          |                |                                          |                |
| 50 m       | Alain Bernard CN Antibes                    | 21 s 24 RC        | Amaury Leveaux Mulhouse ON               | 21 s 56        | David Maître CS Clichy 92                | 21 s 84        |
| 100 m      | Alain Bernard CN Antibes                    | 46 s 44 RF        | Amaury Leveaux Mulhouse ON               | 47 s 51        | Fabien Gilot CN Marseille                | 47 s 56        |
| 200 m      | Amaury Leveaux Mulhouse ON                  | 1 min 44 s 68     | Alain Bernard CN Antibes                 | 1 min 45 s 93  | Grégory Mallet CN Marseille              | 1 min 46 s 12  |
| 400 m      | Nicolas Rostoucher CS Clichy 92             | 3 min 44 s 50 RC  | Anthony Pannier CN Braud et Saint-Louis  | 3 min 45 s 52  | Matthieu Madelaine CN Antibes            | 3 min 49 s 08  |
| 1500 m     | Nicolas Rostoucher CS Clichy 92             | 14 min 44 s 83 RC | Anthony Pannier CN Braud et Saint-Louis  | 14 min 48 s 74 | Pierre Henri Canet 66 natation           | 14 min 49 s 54 |
| Dos        |                                             |                   |                                          |                |                                          |                |
| 50 m       | Benjamin Stasiulis Mulhouse ON              | 24 s 33 RF        | Pierre Roger Lagardère Paris Racing      | 24 s 97        | Camille Lacourt Canet 66 natation        | 25 s 29        |
| 100 m      | Benjamin Stasiulis Mulhouse ON              | 52 s 22 RF        | Pierre Roger Lagardère Paris Racing      | 52 s 28        | Camille Lacourt Canet 66 natation        | 53 s 72        |
| 200 m      | Benjamin Stasiulis Mulhouse ON              | 1 min 52 s 11 RF  | Pierre Roger Lagardère Paris Racing      | 1 min 52 s 49  | Camille Lacourt Canet 66 natation        | 1 min 57 s 05  |
| Brasse     |                                             |                   |                                          |                |                                          |                |
| 50 m       | Hugues Duboscq CN Le Havre                  | 27 s 72           | Tony de Pellegrini Aviron Bayonnais      | 28 s 13        | Thibaut Sudrie Lille Métropole natation  | 28 s 28        |
| 100 m      | Hugues Duboscq CN Le Havre                  | 59 s 54           | Thibaut Sudrie Lille Métropole natation  | 1 min 00 s 87  | Julien Nicolardot Mulhouse ON            | 1 min 00 s 94  |
| 200 m      | Hugues Duboscq CN Le Havre                  | 2 min 08 s 70 RC  | Julien Nicolardot Mulhouse ON            | 2 min 09 s 18  | Nicolas Miquelestorena ES Massy natation | 2 min 10 s 42  |
| Papillon   |                                             |                   |                                          |                |                                          |                |
| 50 m       | Antoine Galavtine Stade Français Courbevoie | 23 s 43 RF        | Clément Lefert Olympic Nice natation     | 24 s 35        | Christophe Lebon CN Antibes              | 24 s 47        |
| 100 m      | Amaury Leveaux Mulhouse ON                  | 52 s 19           | Clément Lefert Olympic Nice natation     | 52 s 59        | Christophe Lebon CN Antibes              | 52 s 82        |
| 200 m      | Pierre Roger Lagardère Paris Racing         | 1 min 55 s 06     | Christophe Lebon CN Antibes              | 1 min 56 s 03  | Clément Lefert Olympic Nice natation     | 1 min 56 s 87  |
| 4 nages    |                                             |                   |                                          |                |                                          |                |
| 100 m      | Antoine Galavtine Stade Français Courbevoie | 53 s 07 RF        | Nicolas Miquelestorena ES Massy natation | 56 s 22        | Christophe Soulier Montpellier ANUC      | 56 s 42        |
| 200 m      | Fabien Horth Aqua Club Pontault-Roissy      | 1 min 59 s 04 RC  | Christophe Soulier Montpellier ANUC      | 2 min 00 s 04  | Pierre Henri Canet 66 natation           | 2 min 01 s 36  |
| 400 m      | Nicolas Rostoucher CS Clichy 92             | 4 min 09 s 94 RC  | Pierre Henri Canet 66 natation           | 4 min 10 s 04  | Anthony Pannier CN Braud et Saint-Louis  | 4 min 16 s 34  |

### Femmes
| Épreuves   | Or                                        | Or               | Argent                                         | Argent        | Bronze                                         | Bronze        |
| ---------- | ----------------------------------------- | ---------------- | ---------------------------------------------- | ------------- | ---------------------------------------------- | ------------- |
| Nage libre |                                           |                  |                                                |               |                                                |               |
| 50 m       | Malia Metella Dauphins Toulouse OEC       | 24 s 75 RC       | Céline Couderc CN Cévennes Alès                | 24 s 81       | Alena Popchanka CS Clichy 92                   | 25 s 11       |
| 100 m      | Malia Metella Dauphins Toulouse OEC       | 53 s 51 RC       | Céline Couderc CN Cévennes Alès                | 53 s 88       | Laure Manaudou Canet 66 natation               | 53 s 93       |
| 200 m      | Laure Manaudou Canet 66 natation          | 1 min 53 s 88 RC | Camille Muffat Olympic Nice natation           | 1 min 54 s 89 | Coralie Balmy Dauphins Toulouse OEC            | 1 min 55 s 97 |
| 400 m      | Alena Popchanka CS Clichy 92              | 4 min 00 s 80    | Coralie Balmy Dauphins Toulouse OEC            | 4 min 02 s 52 | Ophélie-Cyrielle Étienne Dauphins Toulouse OEC | 4 min 07 s 09 |
| 800 m      | Sophie Huber CN Sarreguemines             | 8 min 22 s 81    | Ophélie-Cyrielle Étienne Dauphins Toulouse OEC | 8 min 24 s 99 | Margaux Fabre Canet 66 natation                | 8 min 31 s 08 |
| Dos        |                                           |                  |                                                |               |                                                |               |
| 50 m       | Diane Bui-Duyet Club des wikings de Rouen | 27 s 86          | Esther Baron Canet 66 natation                 | 28 s 62       | Alexiane Castel Dauphins Toulouse OEC          | 28 s 64       |
| 100 m      | Alexiane Castel Dauphins Toulouse OEC     | 59 s 79          | Esther Baron Canet 66 natation                 | 1 min 00 s 03 | Alison Léger AAS Sarcelles natation 95         | 1 min 01 s 45 |
| 200 m      | Alexiane Castel Dauphins Toulouse OEC     | 2 min 06 s 67    | Esther Baron Canet 66 natation                 | 2 min 08 s 69 | Ophélie-Cyrielle Étienne Dauphins Toulouse OEC | 2 min 10 s 90 |
| Brasse     |                                           |                  |                                                |               |                                                |               |
| 50 m       | Anne-Sophie Le Paranthoën CN Marseille    | 31 s 76          | Fanny Babou CNS Saint-Estève                   | 32 s 28       | Adeline Williams Olympique Nouméa              | 32 s 46       |
| 100 m      | Anne-Sophie Le Paranthoën CN Marseille    | 1 min 07 s 42 RF | Fanny Babou CNS Saint-Estève                   | 1 min 08 s 70 | Coralie Dobral Canet 66 natation               | 1 min 08 s 72 |
| 200 m      | Coralie Dobral Canet 66 natation          | 2 min 24 s 98 RF | Sophie de Ronchi ES Massy natation             | 2 min 25 s 19 | Fanny Babou CNS Saint-Estève                   | 2 min 29 s 20 |
| Papillon   |                                           |                  |                                                |               |                                                |               |
| 50 m       | Diane Bui-Duyet Club des wikings de Rouen | 26 s 48          | Alena Popchanka CS Clichy 92                   | 26 s 60       | Audrey Parra NC Échirolles                     | 27 s 41       |
| 100 m      | Diane Bui-Duyet Club des wikings de Rouen | 57 s 80 RF       | Alena Popchanka CS Clichy 92                   | 58 s 80       | Aurore Mongel Mulhouse ON                      | 58 s 96       |
| 200 m      | Aurore Mongel Mulhouse ON                 | 2 min 07 s 96    | Magali Rousseau Canet 66 natation              | 2 min 09 s 61 | Joanne Andraca AC Hyères                       | 2 min 09 s 86 |
| 4 nages    |                                           |                  |                                                |               |                                                |               |
| 100 m      | Sophie de Ronchi ES Massy natation        | 1 min 00 s 34 RF | Laure Manaudou Canet 66 natation               | 1 min 00 s 68 | Camille Muffat Olympic Nice natation           | 1 min 01 s 21 |
| 200 m      | Camille Muffat Olympic Nice natation      | 2 min 08 s 95 RF | Sophie de Ronchi ES Massy natation             | 2 min 09 s 69 | Cylia Vabre Lyon natation                      | 2 min 12 s 14 |
| 400 m      | Camille Muffat Olympic Nice natation      | 4 min 31 s 66 RF | Cylia Vabre Lyon natation                      | 4 min 37 s 07 | Joanne Andraca AC Hyères                       | 4 min 40 s 71 |

## Légende
- RF : Record de France.
- RC : Record des championnats de France.